# Textilie

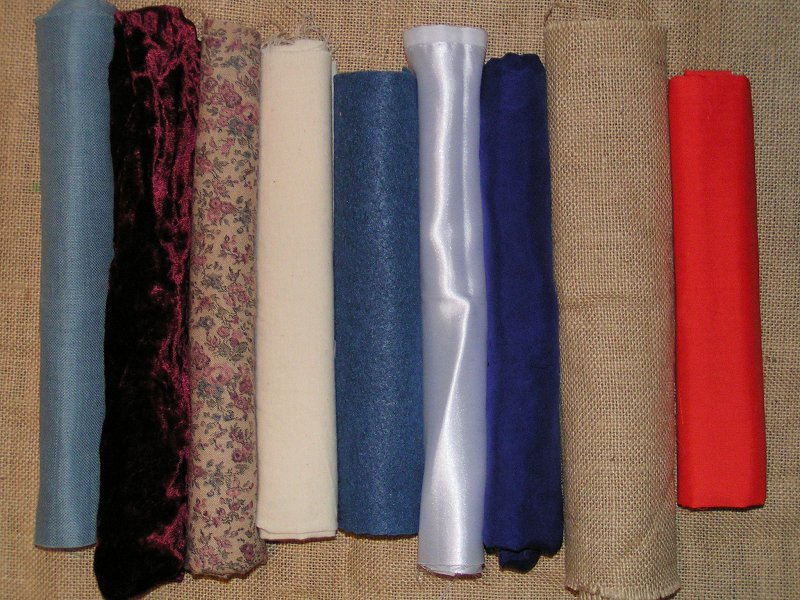
Verschiedene Textilien (v. l. n. r.: gewobene Baumwolle, Samt, bedruckte Baumwolle, Kattun, Filz, Satin, Seide, Sackleinen, Kunstfaser)

Der Begriff Textilien umfasst textile Rohstoffe (Naturfasern, Chemiefasern) und nichttextile Rohstoffe, die durch verschiedene Verfahren zu linien-, flächenförmigen und räumlichen Gebilden verarbeitet werden.
Es handelt sich um
- die daraus hergestellten linienförmigen textilen Gebilde wie Garne, Zwirne und Seile, die flächenförmigen textilen Gebilde wie Gewebe, Gewirke, Gestricke, Geflechte, Nähgewirke, Vliesstoffe und Filze und die räumlichen textilen Gebilde (Körpergebilde) wie textile Schläuche, Strümpfe oder textile Halbzeuge für verstärkte Kunststoffbauteile.
- diejenigen Fertigfabrikate, die unter Verwendung der vorher genannten Erzeugnisse durch Konfektionieren, Aufmachen und/oder andere Arbeitsgänge in verkaufsgerechten Zustand zur Weitergabe an den Verarbeiter, den Handel oder den Endverbraucher gebracht werden.

Bei der zusätzlichen Verwendung von nichttextilen Rohstoffen (z. B. Leder, Federn, Schuppen, Metalle) im Erzeugnis ist für eine Zurechnung zu den Textilien entscheidend, dass der textile Gesamtcharakter erhalten bleibt, die Fremdmaterialien also nur eine zusätzliche Funktion ausüben.
Textilien in verschiedenen Formen gehören zu den ältesten Artefakten, die seit der Frühzeit der Menschheit hergestellt werden. Bis heute sind sie eine der wenigen Produktgruppen, die in allen Lebensbereichen der Menschen Anwendung finden. Aus diesen Gründen haben sich über Jahrtausende umfangreiche Bereiche, die sich mit Textilien beschäftigen, herausgebildet. Dazu zählen:
- die Textiltechnik mit ihren speziellen Fertigungsverfahren, die von der Aufbereitung der Fasern nach deren Gewinnung in der Landwirtschaft und deren Herstellung in der Chemiefaserindustrie über die Fertigung von textilen Halb- und Fertigfabrikaten bis hin zur Konfektionierung der fertigen Textilwaren reichen,
- textile Material- und Warenkunde,
- das textile Prüf- und Normwesen,
- die Anwendungstechniken in den verschiedenen Einsatzgebieten sowie
- deren künstlerische, kunsthandwerkliche, kulturelle, kulturgeschichtliche und ethnographische Aspekte.

## Terminologie
Textilie leitet sich von lateinisch textilis ‚gewebt, gewoben‘ (Plural textilia ‚Gewebe, Tuch, Leinwand‘), von lateinisch texere ‚weben‘ ab. Obwohl auf alten lateinischen Wurzeln beruhend, taucht der Begriff Textilien in den deutschsprachigen technologischen Fachbüchern und in den Wörterbüchern bis Ende des 19. Jahrhunderts nicht auf. Anfang des 20. Jahrhunderts findet man den Terminus textile Flächengebilde, die unterschieden werden in Flächengebilde aus Fasern, wie Filze und Watten, und solche aus Fäden, wie Geflechte, Gewebe, Netze und Gewirke.
Ein genauer Zeitpunkt für die Einführung des Begriffs Textilien in den deutschen Sprachgebrauch ist nicht bekannt; es kann aber anhand von Literaturrecherchen davon ausgegangen werden, dass das in den ersten Jahrzehnten des 20. Jahrhunderts geschah und dass sich dieser Sammelbegriff ab den 1950er Jahren in der Fachliteratur (z. B.) und in der Praxis etablierte, was letztendlich zur Einführung der DIN 60 000: Textilien – Grundbegriffe führte.
Synonym für Textilien wird auch der Begriff Stoff für diejenigen Textilien verwendet, die als flächige textile Gebilde (z. B. Vliesstoff, Gewebe, Maschenware, Geflecht oder Nähgewirke) als Bahnen hergestellt und aufgerollt direkt in den Handel kommen oder in die Konfektionsindustrie zum Weiterverarbeiten zu Bekleidung, Heim- und Haushaltstextilien sowie technischen Textilien geliefert werden.
Schon seit Hunderten Jahren hat auch der Begriff Tuch eine übergreifende Bedeutung für Gewebe hauptsächlich aus Wollgarnen, aber auch aus Leinen- und Baumwollgarnen. Als Tuch bezeichnet man aber ebenfalls abgepasste flächige textile Gebilde aus verschiedenen Faserarten, die etwas bedecken oder umhüllen wie Tisch-, Hand-, Bett-, Wisch-, Kopftuch. Ebenfalls befindet sich insbesondere in historischen Darstellungen der Begriff Zeug als Sammelbegriff.
Eine fachwissenschaftliche Definition bezeichnet „Textilien als morphologisch bestimmbare, gestaltete Gefüge aus verspinnbaren, längenbegrenzten Fasern und (oder) gezogenen, endlosen Fasern, die die Verspinnbarkeit als Eigenschaft aufweisen“, wobei dort auch die Zurechnung der Fasern zu den Textilien und damit die Bezeichnung Textilfasern abgelehnt wird, da dieselben Fasern auch zur Herstellung von Papier verwendet werden können. Diese Sichtweise hat sich aber in der Praxis kaum durchgesetzt.

## Bestandteile von textilen Erzeugnissen
Hauptbestandteile aller textilen Erzeugnisse sind Textilfasern, also Fasern, die sich in textilen Fertigungsverfahren verarbeiten lassen, insbesondere verspinnbar sind. Es handelt sich um linienförmige Gebilde, d. h. das Verhältnis Länge zu Durchmesser ist wesentlich größer als 1, mit einer ausreichenden Länge sowie Bieg- und Schmiegsamkeit als Voraussetzung für ihre Verarbeitbarkeit. Der Form nach können die Fasern in Spinnfasern (Fasern begrenzter Länge) und Filamente (Endlosfasern) unterschieden werden. Zu den textilen Fasern zählen auch Flockfasern, obwohl sie nicht verspinnbar sind, sowie Gummifasern, Metallfasern oder Spinnpapier, wenn diese textil verarbeitbar sind. Textilfasern sind:
- Naturfasern (mineralische wie Asbestfasern und Steinwolle; pflanzliche wie Baumwollfaser, Flachsfaser, Hanffaser oder tierische wie Wolle, Seiden, Fellhaare)
- Chemiefasern aus „natürlichen Polymeren“ (Regeneratfasern auf Cellulosebasis wie Viskose, Lyocell oder auch Gummi), aus „synthetischen Polymeren“ (wie Polyacrylnitril, Polypropylen, Polyester, Polyamid oder Polyurethan) sowie „anorganische Fasern“ (wie Keramik-, Glas- und Metallfasern).

Textile Erzeugnisse können aber auch nicht textile Rohstoffe beinhalten (z. B. Leder, Federn, Schuppen).
Zu den weiteren Bestandteilen, die oft nur einen geringen Anteil an der Gesamtmasse einnehmen, aber für das Aussehen und die Gebrauchseigenschaften von besonderer Bedeutung sind, zählen die Farbstoffe und die Veredlungsmittel, wie Avivagen und Schlichtemittel für die Beeinflussung der Faser- und Garnverarbeitbarkeit, Knitterarmmittel, Hydrophobier- und Hydrophiliermittel, Flammschutzmittel, Beschichtungsmittel und Bindemittel.
Der Handel ist verpflichtet, für Textilien, die aus mindestens 80 % Textilfasern bestehen und dem Letztverbraucher zur Verfügung gestellt werden, die Faserzusammensetzung entsprechend der Verordnung (EU) Nr. 1007/2011 des Europäischen Parlaments und des Rates vom 27. September 2011, die ab 8. Mai 2012 das Textilkennzeichnungsgesetz ersetzt hat, anzugeben. Entsprechende Ausnahmen sind ebenso dort geregelt.
Bedeutung für die zulässigen Bestandteile von Textilien hat auch der Öko-Tex-Standard 100, der Textilien auf ihre humanökologische Unbedenklichkeit, den Schadstoffgehalt und die Gebrauchsechtheiten bewertet.
Für die Beurteilung der Textilien hinsichtlich der gesundheitlichen Verträglichkeit, aber auch des Gefährdungspotentials im Brandfall oder bei der Abfallbeseitigung wird oft ein Sicherheitsdatenblatt angefordert, das die wichtigsten Bestandteile ausweisen muss.
Textile Fertigwaren werden ebenfalls für viele Einsatzgebiete mit einer Pflegekennzeichnung versehen.

## Herstellungsverfahren
Fertigungstechnisch erfolgt die Herstellung von textilen Halb- und Fertigprodukten zum überwiegenden Teil durch Fügen. Das geschieht nach wie vor durch Handarbeits- und Handwerkstechniken, aber überwiegend durch industrielle Fertigungsverfahren. Dazu werden einfache Arbeitsgegenstände wie Spinnrad, Strick- oder Häkelnadel sowie Handwebstühle, aber größtenteils Textilmaschinen (wie Spinn-, Web- und Strickmaschinen), aber auch Aggregate der Extrusions- und Trocknungstechnik eingesetzt.
- Beim Spinnen werden Spinnfasern über mehrere vorbereitende Verfahrensschritte zu einem Garn mit einer angestrebten Garnfeinheit zusammengedreht, wobei die Haftreibung der Fasern und ihre Flexibilität ausgenutzt werden. Wenn einfache Garne aus Spinnfasern oder Faserfilamenten zusammengedreht werden, nennt man dieses Fügeverfahren Zwirnen.
- Beim Weben werden die Fäden zweier Fadensysteme (Kette und Schuss), die genau oder annähernd rechtwinklig zueinander stehen, nach einer bestimmten Ordnung (Gewebebindung) zu einem Gewebe verkreuzt. Die Verbindung der Fäden erfolgt vorwiegend durch Reibschluss an den Kreuzungspunkten.
- Bei Fügeverfahren wie dem Wirken, dem Kettenwirken, dem Stricken, Nadelbinden und Nähwirken werden Maschen aus ineinander hängenden Schlaufen, die z. T. auch gerade Fadensysteme mit einbinden, zu einem Flächengebilde zusammengefügt. Es entstehen Gewirke, Kettengewirke, Gestricke und Nähgewirke. Insbesondere Gewirke und Gestricke sind wegen ihrer mehr formschlüssigen Verbindung gut dehnbar.
- Flechten, Klöppeln, Häkeln und Knoten sind weitere Fügeverfahren, bei denen aus Fäden textile Flächengebilde entstehen.
- Beim Filzen, das zu den ältesten Verfahren zur Herstellung textiler Flächengebilde gehört, werden durch Walken von Vliesen, die filzfähige Fasern (insbesondere Wolle und Haare) enthalten, die Fasern aufgrund mechanischer, thermischer und chemischer Einwirkungen miteinander verfilzt. Es entstehen Walkfilze.
- Eines der vielfältigsten Herstellungsverfahren für textile Flächengebilde ist das Fügen von Fasern und ggf. Verfestigungsmitteln zu Vliesstoffen. Zuerst erfolgt das Vlieslegen aus textilen Spinnfasern oder direkt aus extrudierten textilen Endlosfasern, z. T. auch unter Beimischung anderer faseriger Bestandteile wie Zellstoff, wobei die Fasern durch ihre eigene Haftung, aber auch Formschluss zusammengehalten werden. Die Fasern können im Vlies mit einer bevorzugten Orientierung, aber auch in Wirrlage angeordnet sein. Die Fasern der Vliese werden durch Vernadeln mit Widerhakennadeln, Maschenbildung, Verwirbeln mittels Wasserstrahlen, Einwirkung von Hitze und/oder Druck, Ultraschall oder durch adhäsive und kohäsive Bindung mit Hilfe von Bindemitteln zum textilen Flächengebilde Vliesstoff verbunden.

Die meisten der durch die verschiedenen Fügeverfahren entstandenen textilen Roherzeugnisse (Halbfabrikate) werden noch verschiedenen Veredlungsverfahren unterzogen, um ein spezielles Aussehen (z. B. durch Färben und Bedrucken) oder spezielle Gebrauchseigenschaften (z. B. Fleckschutz, Knitterarmut, Flammschutz) zu erhalten.
Die Herstellung von textilen Fertigerzeugnissen wie Bekleidung, Heimtextilien oder technischen Textilien aus textilen Flächengebilden erfolgt zum überwiegenden Teil durch Konfektionstechniken, obwohl auch Fertigerzeugnisse komplett in einem Arbeitsgang erzeugt werden können (z. B. Strumpfhosen). Für Fertigerzeugnisse, die aus verschiedenen Teilen zusammengefügt werden sollen, werden die Teile entsprechend der angestrebten Gestalt aus den vorgelegten textilen Flächengebilden zugeschnitten und anschließend durch Nähen, Schweißen oder Kleben zusammengefügt. Für andere Fertigwaren erfolgt nur ein Zuschneiden auf eine bestimmte Breite und Länge, um anschließend z. B. aufgerollt und als Rollenware wie Filterrollen ausgeliefert zu werden. Auch durch Stanz- oder Schneidtechniken können Fertigwaren aus textilen Flächengebilden hergestellt werden, z. B. Bänder, Filzteile, Medizinprodukte u. v. m.

## Eigenschaften und Prüfverfahren
Aufgrund der mannigfachen Kombinationsmöglichkeiten der chemisch und physikalisch unterschiedlichen Faserstoffe, der Formmerkmalen der aus den Faserstoffen bestehenden Fasern und Garne und der Anordnung dieser Strukturelemente und deren Verbindung im Gefüge der textilen Erzeugnisse und die zusätzlichen Variationsmöglichkeiten durch entsprechende Veredlungsverfahren ergibt sich eine schwierig zu benennende, aber sicherlich in die Hunderttausende gehende Anzahl von spezifischen textilen Materialien mit sehr speziellen Eigenschaften. Durch die hohe Anzahl von Kombinationsmöglichkeiten können verschiedenste Eigenschaftsprofile entsprechend der Anforderungen der Anwendungsbereiche von Textilien erzielt werden. Allein für die Vliesstoffe wurde eine Anzahl von ca. 120 000 Kombinationsmöglichkeiten und damit Materialvarianten genannt.
Mechanische Eigenschaften, wie Festigkeit und Dehnung bei statischer und dynamischer Beanspruchung spielen ebenso wie bei anderen Materialien auch für Textilien eine Rolle. Dazu kommen aber auch sehr textilspezifische Eigenschaften wie Knitterneigung oder Scheuerbeständigkeit. Insbesondere aber ästhetische und bekleidungsphysiologische Eigenschaften sind sehr spezifisch für textile Materialien und textile Fertigerzeugnisse.
Eine Besonderheit der textilen Garn- und Flächengebilde gegenüber Gebilden aus kompakten Materialien wie Metallen und Keramiken ist ihre hohe Porosität, die viele Verarbeitungseigenschaften und Gebrauchseigenschaften wesentlich bestimmt.
Aus diesen sehr spezifischen Eigenschaften, die zur Charakterisierung von Textilien herangezogen werden, haben sich meist sehr spezifische Prüfverfahren entwickelt.

## Einsatzgebiete
Textilien werden vielfältig benutzt. Das weitaus bekannteste Einsatzgebiet ist die Bekleidung. Darüber hinaus werden sie im Haushalt und bei der Innenraumgestaltung eingesetzt in Form von Teppichen, Bezügen von Polstermöbeln, Vorhängen, Handtüchern, Bettwäsche, als Tischdecke oder als Putz- und Reinigungstücher. In Technik und Industrie finden sich textile Materialien etwa in der Segelei und der Hebetechnik (von Tragnetzen bis zu Hebebändern), Seilerei und Zurrgurte über Airbags, Filter, Netze und Geotextilein: Darüber hinaus finden textile Materialien vermehrt auch in Architektur und Bauwesen Verwendung. Traditionell als Elemente temporärer Architektur wie Sonnenschutzsegel, Windschirme, Baldachine, Zelte etc., aber darüber hinaus auch in der Zeitgenössischen Architektur insbesondere bei Dachkonstruktionen und Seilnetz-Tragwerken. Man spricht dabei von Textiler Architektur. Im medizinischen und Hygienebereich werden Textilien bei Windeln, Taschentüchern, Krankenhaus- bzw. OP-Textilien und Verbandszeug verwendet. In jüngerer Zeit werden Textilien in Verbindung mit Harz als faserverstärkter Kunststoff in Segelbooten und Flugzeugen eingesetzt.
Werden Textilien für industrielle Zwecke und aufgrund anderer Eigenschaften als ihrem Aussehen verwendet, spricht man üblicherweise von Technischen Textilien.

## Recycling von Textilien
Brauchbare Bekleidungstextilien, aber auch Polster oder Decken von Privaten werden über Textilsammlung via Sammelsack oder Container mit Einwurfmechanik über verschiedene, oft soziale Unternehmen gesammelt gelangen in Secondhand-Läden, zu sozialen Kleiderausgaben, zur Katastrophenversorgung oder in den Export. Es gibt Unternehmen, die Altextilien, auch nicht mehr brauchbare zu Fasern zerreißen und aus diesen Fasern etwa Lärmschutzmatten für den Maschinen- und Automobilbau produzieren.
Mit Stand Januar 2025 wird für Österreich der Bedarf für zwei Textilrecyclingwerke eingeschätzt.

## Urgeschichtliche Textilnachweise

### Jägerische Kulturen
Die ältesten nachweislich von Menschen verwendeten Textilfasern sind etwa 30.000 Jahre alt und stammen zum einen aus der Dzudzuana-Höhle im Kaukasus (Georgien), zum anderen aus Dolní Věstonice und Pavlov in Mähren. In der Dzudzuana-Höhle handelt es sich um Flachsfasern (zum Teil bereits gefärbt), bei den beiden Gravettien-Fundplätzen Mährens um Brennnessel-Fasern.
Neben den direkten Textilnachweisen können die sogenannten Venusfigurinen des Gravettiens Hinweise auf Bekleidung geben, da diese auf den Oberflächen der Figuren angedeutet wird. Dabei gibt es z. B. den Rock bei der Venus von Lespugue, oft auch textil ornamentierte Gürtel, wie bei den Venusfigurinen von Kostjonki (Russland).
Etwa 19.000 Jahre alt sind die Textilnachweise von Ohalo II am See Genezareth.
AMS-Datierungen von Textilfunden aus der Guitarrero-Höhle im Anden-Hochland von Peru ergaben im Jahre 2011 ein überraschend hohes Alter von etwa 11.000 BP.

### Stein- und bronzezeitliche Textilien
Die Produktion gewebter Textilien aus Pflanzenfasern wurde während dieser Zeit mit der Entwicklung der Landwirtschaft und dem Anbau von Lein oder Hanf verbunden. Eine Untersuchung der erst 2800 Jahre alten Textilien aus dem bronzezeitlichen Lusehøj stellt dies in Frage. Das Textil ist aus Fasernesseln gemacht. Das deutet darauf hin, dass die Textilproduktion noch in der Bronzezeit auch auf der Nutzung von Wildpflanzen basierte.
Die Jungsteinzeit ging einher mit der Domestizierung von Pflanzen und Tieren und der Nutzbarmachung ihrer Eigenschaften. Textilreste Mitteleuropas sind bis in die Zeit des Spätneolithikums jedoch nach wie vor nur aus Pflanzenfasern überliefert (Lein bzw. Flachsfaser, Hanf, Gehölzbast). Die bereits im 6. Jahrtausend v. Chr. in Südosteuropa (Sesklo-Kultur) und dem Vorderen Orient auftretenden Spinnwirtel aus gebranntem Ton belegen das Spinnen. Tönerne Spinnwirtel gibt es vereinzelt auch in der mitteleuropäischen Bandkeramik. Es ist jedoch unklar, ob diese ausschließlich für die Verarbeitung von Pflanzenfasern gedient haben oder bereits auch für das Spinnen von Tierhaaren bzw. Wolle.
Die Existenz von Webtechniken kann indirekt bereits für das 7. vorchristliche Jahrtausend bewiesen werden, da webmusterartige geometrische Wandbemalungen im türkischen Tell von Çatalhöyük stark an gewebte Kelims erinnern. Von einer Bestattung in Haus VI 1 von Çatalhöyük gibt es einen verkohlten Weberest, der auf etwa 6000 v. Chr. datiert und heute im Museum für anatolische Zivilisationen in Ankara aufbewahrt wird. Diese Reste wurden erst 2021 als Eichenbast identifiziert. Ein weiterer früher Gewebefund aus dieser Region ist aus Cayönü bekannt. Eindrücke von Geweben in Tonwaren aus dem 7. Jahrtausend v. Chr. liegen aus Jarmo im nördlichen Irak vor. Nach einer Vermutung des Grabungsleiters James Mellaart seien in Schicht VI des Tells von Çatalhöyük die ältesten Reste von Filz gefunden worden. Auch die ab etwa 6000 v. Chr. übliche Keramikbemalung, die sich von Anatolien über Südosteuropa (Sesklo, Karanowo-Kultur, Vinča-Kultur) bis nach Mitteleuropa (Bandkeramik) ausbreitete, weist zumeist geometrische Muster auf, wie sie für Webtechniken typisch sind. Da in Fundstellen dieser Kulturen keine tönernen Webgewichte gefunden wurden, wird die Verwendung kleiner, mobiler Webrahmen angenommen. Die älteste Abbildung eines horizontalen Webrahmens ist als Ritzzeichnung auf der Innenseite einer Keramikschale vom Fundplatz Badari (Ägypten) erhalten und wird auf etwa 4400 v. Chr. datiert. Bei dem dort gezeigten Webgerät handelt es sich um einen einfachen Pflockwebstuhl. Die Schale (Badari, Grab 3802) wird zusammen mit etwa gleich alten Leinresten im Londoner Petrie Museum of Egyptian Archaeology ausgestellt.
Erst im Spätneolithikum (ab etwa 3500 v. Chr.) kann – mit tönernen Webgewichten – für Mitteleuropa der archäologische Nachweis des Gewichtswebstuhls erbracht werden. Hier ist jedoch nach wie vor unklar, ob neben pflanzlichen Fasern bereits Wolle gewebt wurde. Erste Hinweise auf Verarbeitung von Schafwolle gibt es in Mitteleuropa bei spät- bzw. endneolithischen Kulturen (um 3000 v. Chr.), zum Beispiel in der ostbayerischen Chamer Kultur. Einen Beweis für die gezielte Haltung von Wollschafen bietet die veränderte Demographie spätneolithischer Schafherden, da dort eine Zunahme älterer Hammel zu verzeichnen ist. Zu den seltenen direkten Belegen gehören Wollhaare in der französischen Seeufersiedlung Clairvaux-les-Lacs (frühes 3. Jahrtausend v. Chr.) sowie Wollreste an einem endneolithischen Feuersteindolch aus Wiepenkathen, einem Ortsteil von Stade.

### Jüngere Vorgeschichte
Die Nachweise von Textilien und ihrer Tragweise vermehren sich in der Bronze- und Eisenzeit schlagartig. Baumsargfunde aus der Nordischen Bronzezeit, zum Beispiel das Mädchen von Egtved, boten gute Erhaltungsbedingungen für Textilien. Aus Dänemark wurden verschiedene bronzezeitliche Wollstoffe analysiert, die von braunen und weißen Soayschafen gewonnen wurden. Im prähistorischen Salzbergwerk in Hallstatt sind infolge der salzhaltigen Luft viele Textilreste erhalten geblieben. Spätestens seit der frühen Hallstattzeit ist die Technik des Brettchenwebens bekannt.
Exzellente Textilerhaltung gibt es bei Mumien aus dem westchinesischen Tarimbecken, die zwischen 1800 und 400 v. Chr. zu datieren sind. Der „Cherchen Man“, eine Tarim-Mumie aus dem 12. Jahrhundert v. Chr., trug Kniestrümpfe aus Filz, die rot, gelb und blau gestreift waren.
Neue Untersuchungsmethoden lassen die Standortbestimmung der genutzten Wollschafe und damit Rückschlüsse auf den Herstellungsort von Wolltextilien und gegebenenfalls deren Handel zu. So konnte mittels Strontiumisotopenanalyse die Herkunft der Wolle von eisenzeitlichen Textilfunden aus Dänemark ermittelt werden.
Vorteilhafte Erhaltungsbedingungen für prähistorische Textilreste bestehen auch, wenn diese verkohlt oder zum Beispiel durch Kontakt zu Kupferartefakten mit kupferbasierten Mineralien überkrustet sind. Da Kupfer das Wachstum von Bakterien und damit den biologischen Abbau hemmt, konnten durch diesen Umstand zum Beispiel Textilreste der indianischen Hopewell-Kultur untersucht werden.